# Elpusztult magyarországi vasúti épületek listája
Az alábbi lista az idők során elpusztult magyarországi vasúti épületeket gyűjti össze. A lista a források hiánya miatt nem tekinthető teljesnek.
A lista külön nem tartalmazza a következőket:
- a 19. században a vasútállomások vágányai és peronjai fölé míves kidolgozottságú fa csarnoktetőket építettek (pl. Nagykanizsa, Debrecen, Miskolc,[1] Székesfehérvár). Ezek legtöbbje mára elpusztult, helyüket egyszerűbb vas és beton tetők foglalták el.

## Baranya
| Név                                     | Építés ideje      | Elpusztulás ideje | Település | Megjegyzés                       | Kép |
| --------------------------------------- | ----------------- | ----------------- | --------- | -------------------------------- | --- |
| Villány vasútállomás régi állomásépület | XIX. sz. vége (?) | 1987 előtt        | Villány   | 1987-ben új állomásépület épült. |     |

## Bács-Kiskun
| Név                                              | Építés ideje      | Elpusztulás ideje | Település        | Megjegyzés                                                                           | Kép |
| ------------------------------------------------ | ----------------- | ----------------- | ---------------- | ------------------------------------------------------------------------------------ | --- |
| Bácsalmás vasútállomás régi állomásépület        | XIX. sz. vége (?) | 1945 után (?)     | Bácsalmás        | A második világháború után új állomásépület épült.                                   | ,   |
| Baja vasútállomás régi állomásépület             | XIX. sz. vége (?) | 1940 után         | Baja             | A második világháború után új állomásépület épült.                                   |     |
| Kalocsa vasútállomás mozdonyszín                 | XIX. sz. vége (?) | n. a.             | Kalocsa          |                                                                                      |     |
| Kiskőrös vasútállomás régi állomásépület         | 1882              | 1944              | Kiskőrös         | Az eredeti állomásépületet a II. világháborúban 1944. október 30-én felrobbantották. |     |
| Kiskunfélegyháza vasútállomás régi állomásépület | XIX. sz. vége (?) | 1934 előtt        | Kiskunfélegyháza | 1934-ben új állomásépület épült.                                                     |     |
| Lajosmizse vasútállomás régi állomásépület       | XIX. sz. vége (?) | 1945 után (?)     | Lajosmizse       | A második világháború után új állomásépület épült.                                   |     |

## Békés
| Név                                      | Építés ideje      | Elpusztulás ideje | Település   | Megjegyzés                                         | Kép |
| ---------------------------------------- | ----------------- | ----------------- | ----------- | -------------------------------------------------- | --- |
| Gyoma vasútállomás régi állomásépület    | 1858              | 1950 évek (?)     | Gyomaendrőd | A második világháború után új állomásépület épült. |     |
| Gyula vasútállomás régi állomásépület    | XIX. sz. vége (?) | 1945 után (?)     | Gyula       | A második világháború után új állomásépület épült. | ,   |
| Orosháza vasútállomás régi állomásépület | XIX. sz. vége (?) | 1945 után (?)     | Orosháza    | A második világháború után új állomásépület épült. | ,   |

## Borsod-Abaúj-Zemplén
| Név                                            | Építés ideje | Elpusztulás ideje | Település      | Megjegyzés                                               | Kép |
| ---------------------------------------------- | ------------ | ----------------- | -------------- | -------------------------------------------------------- | --- |
| Avasi őrház                                    | n. a.        | 2008 ?            | Miskolc        | Elbontották.                                             |     |
| Hejőcsabai Gépjavító                           | n. a.        | n. a.             | Miskolc        | Elbontották.                                             |     |
| Hidasnémeti vasútállomás régi állomásépület    | n. a.        | 1945 után         | Hidasnémeti    | A második világháború után új állomásépület épült.       |     |
| Mád vasútállomás régi állomásépület            | n. a.        | 1945 után         | Mád            | A második világháború után új állomásépület épült.       |     |
| Mezőkövesd vasútállomás régi állomásépület     | 1870         | 1960-as évek      | Mezőkövesd     | Az 1960-as években új állomásépület épült.               |     |
| Miskolc-Rendező vasútállomás épületei          | n. a.        | 1944              | Miskolc        | A második világháború során bombázásokban pusztultak el. |     |
| Hejőcsabai vasútállomás régi állomásépület     | n. a.        | 1967              | Miskolc        | 1967-ben új állomásépület épült.                         |     |
| Rudabánya vasútállomás felvételi épület        | n. a.        | 2009 k.           | Rudabánya      | A használaton kívül álló állomáson elbontották.          |     |
| Rudabánya vasútállomás őrház                   | n. a.        | 2016 k.           | Rudabánya      | A használaton kívül álló állomáson elbontották.          |     |
| Szabadságrendező pályaudvar                    |              |                   | Miskolc        | Diósgyőrben volt, a stadion közelében.                   |     |
| Tiszai pályaudvar régi állomásépület           | 1859         | 1901              | Miskolc        | 1901-ben új állomásépület épült.                         |     |
| Sajószentpéter vasútállomás régi állomásépület | n. a.        | 1945 után         | Sajószentpéter | A második világháború után új állomásépület épült.       |     |
| Sárospatak vasútállomás régi állomásépület     | n. a.        | 1945 után         | Sárospatak     | A második világháború után új állomásépület épült.       |     |
| Tarcal vasútállomás régi állomásépület         | 1858 után    | 1940-es évek után | Tarcal         | A második világháború után új állomásépület épült.       |     |

## Csongrád-Csanád
| Név                                      | Építés ideje       | Elpusztulás ideje | Település | Megjegyzés                                         | Kép |
| ---------------------------------------- | ------------------ | ----------------- | --------- | -------------------------------------------------- | --- |
| Makó vasútállomás régi állomásépület     | XIX. sz. vége (?)  | 1945 után (?)     | Makó      | A második világháború után új állomásépület épült. | ,   |
| Szatymaz vasútállomás régi állomásépület | 1850-es évek (?)   | 1972 után         | Szatymaz  | Az 1970-es években új állomásépület épült.         |     |
| Újszeged vasútállomás régi állomásépület | 1900-as évek eleje | n. a.             | Szeged    |                                                    |     |

## Fejér
| Név                                    | Építés ideje           | Elpusztulás ideje | Település      | Megjegyzés                                         | Kép |
| -------------------------------------- | ---------------------- | ----------------- | -------------- | -------------------------------------------------- | --- |
| Pusztaszabolcsi fűtőház                | 1900-as évek eleje (?) | 2010 körül        | Pusztaszabolcs | 2010 körül elbontották.                            |     |
| Bicske vasútállomás régi állomásépület | XIX. sz. vége (?)      | 1945 után         | Bicske         | A második világháború után új állomásépület épült. |     |
| Székesfehérvár régi állomásépület      | 1861                   | 1945              | Székesfehérvár | A második világháborúban az épület megsemmisült.   | ,   |

## Győr-Moson-Sopron
| Név                                          | Építés ideje      | Elpusztulás ideje | Település | Megjegyzés | Kép |
| -------------------------------------------- | ----------------- | ----------------- | --------- | --- | --- |
| Győr vasútállomás régi állomásépület         | 1855              | 1955              | Győr      | A második világháborúban kis mértékben megsérült épületet 1955-ben elbontották, és új épületet emeltek a helyére.                                                      | ,   |
| Rajka vasútállomás régi állomásépület        | XIX. sz. vége (?) | 1976 előtt        | Rajka     | 1976-ban új állomásépületet emeltek a helyére. |     |
| Sopron-GYSEV vasútállomás régi állomásépület | 1876 után         | 1977 előtt        | Sopron    | A világháborúban megsérült, később csak részben helyreállított felvételi épületet lebontották és helyére 1977-ben egy modern és reprezentatív vasútállomást építettek. |     |

## Hajdú-Bihar
| Név                               | Építés ideje | Elpusztulás ideje | Település    | Megjegyzés                                                 | Kép |
| --------------------------------- | ------------ | ----------------- | ------------ | ---------------------------------------------------------- | --- |
| Püspökladányi fűtőház             | 1860         | 1914              | Püspökladány |                                                            |     |
| Debreceni régi vasútállomás (I.)  | 1858         | 1894              | Debrecen     | Új állomásépület épült a helyére.                          |     |
| Debreceni régi vasútállomás (II.) | 1894         | 1959              | Debrecen     | A második világháború során megsérült. Később elbontották. |     |

## Heves
| Név                                              | Építés ideje      | Elpusztulás ideje | Település  | Megjegyzés                                                           | Kép |
| ------------------------------------------------ | ----------------- | ----------------- | ---------- | -------------------------------------------------------------------- | --- |
| Hatvan vasútállomás régi állomásépület (I.)      | 1867              | 1895              | Hatvan     | 1895-ben új állomásépület épült.                                     |     |
| Hatvan vasútállomás régi állomásépület (II.)     | 1895              | 1944              | Hatvan     | A második világháborúban egy súlyos bombatámadás során megsemmisült. | ,   |
| Hatvan vasútállomás régi fűtőház (I.)            | 1877              | 1895              | Hatvan     | 1895-ben új fűtőház épült.                                           |     |
| Hatvan vasútállomás régi fűtőház (II.)           | 1895              | 1830              | Hatvan     | 1930-ban új fűtőház épült.                                           |     |
| Hatvan vasútállomás régi fűtőház (III.)          | 1930              | 1944              | Hatvan     | A második világháborúban egy súlyos bombatámadás során megsemmisült. |     |
| Lőrinci vasútállomás régi állomásépület          | XIX. sz. vége (?) | 1945 után         | Lőrinci    | A második világháború után új állomásépület épült.                   |     |
| Ludas vasútállomás régi állomásépület            | XIX. sz. vége (?) | 1978 előtt        | Ludas      | 1978-ban új állomásépület épült.                                     |     |
| Recsk-Parádfürdő vasútállomás régi állomásépület | XIX. sz. vége (?) | 1945 után         | Recsk      | A második világháború után új állomásépület épült.                   |     |
| Vámosgyörk vasútállomás régi állomásépület       | XIX. sz. vége (?) | 1945 után         | Vámosgyörk | A második világháború után új állomásépület épült.                   |     |

## Jász-Nagykun-Szolnok
| Név                                            | Építés ideje      | Elpusztulás ideje | Település  | Megjegyzés                                                                        | Kép |
| ---------------------------------------------- | ----------------- | ----------------- | ---------- | --------------------------------------------------------------------------------- | --- |
| Kisújszállás vasútállomás régi őrház           | XIX. sz. vége (?) | 2013              | Tiszafüred | Elbontották.                                                                      |     |
| Szolnok vasútállomás régi állomásépület (II.)  | 1857              | 1908              | Szolnok    | Az első állomásépület (1847) ma is áll a régi pályaudvar helyén, a Tisza partján. |     |
| Szolnok vasútállomás régi állomásépület (III.) | 1907              | 1944              | Szolnok    | Bombatámadásban pusztult el a második világháború során.                          |     |
| Tiszafüred vasútállomás régi állomásépület     | XIX. sz. vége (?) | 1945 után         | Tiszafüred | A második világháború után új állomásépület épült.                                |     |

## Komárom-Esztergom
| Név                                         | Építés ideje      | Elpusztulás ideje | Település   | Megjegyzés                                                            | Kép |
| ------------------------------------------- | ----------------- | ----------------- | ----------- | --------------------------------------------------------------------- | --- |
| Almásfüzitő vasútállomás régi állomásépület | 1884 (?)          | 1945 után         | Almásfüzitő | A második világháború után új állomásépület épült.                    |     |
| Felsőgalla vasútállomás állomásépület       | 1884              | 2023              | Tatabánya   | 2001 óta használaton kívül állt, életveszélyesség miatt bontották el. |     |
| Komárom vasútállomás régi állomásépület     | XIX. sz. vége (?) | 1945 után         | Komárom     | A második világháború után új állomásépület épült.                    | ,   |
| Tatabánya vasútállomás régi állomásépület   | XIX. sz. vége (?) | 1945 után         | Tatabánya   | A második világháború után új állomásépület épült.                    | ,   |

## Nógrád
| Név                                             | Építés ideje               | Elpusztulás ideje | Település      | Megjegyzés | Kép |
| ----------------------------------------------- | -------------------------- | ----------------- | -------------- | --- | --- |
| Kisterenyei fűtőház                             | 1911                       | 2008              | Bátonyterenye  | 2008-ban elbontották. |     |
| Mátraszőlős-Hasznos vasútállomás állomásépülete | n. a. (XIX. sz.?)          | 2008              | Tar            | 2008-ban elbontották. |     |
| Mátraverebély vasútállomás állomásépülete       | n. a. (1960/1970-es évek?) | 2008              | Mátraverebély  | 2008-ban elbontották. |     |
| Balassagyarmat vasútállomás régi állomásépület  | 1891 körül                 | 1945              | Balassagyarmat | A második világháborúban az eredeti felvételi épületet lebombázták, és 1945-ben egy ideiglenes, földszintes épületet emelt a MÁV az állomás számára. A jelenlegi földszintes állomásépület még mindig az 1945-ben „ideiglenesen kialakított” felvételi épület. |     |
| Salgótarján vasútállomás régi állomásépület     | 1913                       | 1969              | Salgótarján    | Elbontották, és új állomásépületet emeltek. | ,   |

## Pest (Budapest nélkül)
| Név                                         | Építés ideje      | Elpusztulás ideje | Település   | Megjegyzés                                         | Kép |
| ------------------------------------------- | ----------------- | ----------------- | ----------- | -------------------------------------------------- | --- |
| Aszód vasútállomás régi állomásépület       | 1867              | 1950 előtt        | Aszód       | A második világháború után új állomásépület épült. |     |
| Gödöllő vasútállomás régi állomásépület     | XIX. sz. vége (?) | 1945 után         | Gödöllő     | A második világháború után új állomásépület épült. | ,   |
| Isaszeg vasútállomás régi állomásépület     | XIX. sz. vége (?) | 1945 után         | Isaszeg     | A második világháború után új állomásépület épült. | ,   |
| Nagykőrös vasútállomás régi állomásépület   | XIX. sz. vége (?) | 1945 után         | Nagykőrös   | A második világháború után új állomásépület épült. |     |
| Pécel vasútállomás régi állomásépület       | XIX. sz. vége (?) | 1950 előtt        | Pécel       | A második világháború után új állomásépület épült. |     |
| Tárnok vasútállomás régi állomásépület      | 1860-as évek      | 2012              | Tárnok      | 2012-ben új állomásépület épült.                   |     |
| Törökbálint vasútállomás régi állomásépület | 1902 előtt        | 1960-as évek      | Törökbálint | Az 1960-as években új állomásépület épült.         |     |

## Somogy
| Név                                           | Építés ideje     | Elpusztulás ideje | Település     | Megjegyzés                                         | Kép |
| --------------------------------------------- | ---------------- | ----------------- | ------------- | -------------------------------------------------- | --- |
| Balatonboglár vasútállomás régi állomásépület | 19. sz. vége (?) | 1945 után         | Balatonboglár | A második világháború után új állomásépület épült. |     |
| Fonyód vasútállomás régi állomásépület        | 1896             | 1986 előtt        | Fonyód        | 1986-ban új állomásépület épült.                   |     |
| Siófok vasútállomás régi állomásépület        | 1863             | 1904 előtt        | Siófok        | 1904 előtt új állomásépület épült.                 |     |
| Szántód vasútállomás régi állomásépület       | 19. sz. vége (?) | 1945 után         | Szántód       | A második világháború után új állomásépület épült. |     |

## Szabolcs-Szatmár-Bereg
| Név                                               | Építés ideje      | Elpusztulás ideje | Település   | Megjegyzés                            | Kép |
| ------------------------------------------------- | ----------------- | ----------------- | ----------- | ------------------------------------- | --- |
| Csenger vasútállomás régi állomásépület           | XIX. sz. vége (?) | 1945 után         | Csenger     | Új állomásépület épült.               |     |
| Nyíregyháza vasútállomás régi állomásépület (I.)  | 1858              | 1910              | Nyíregyháza | 1910-ben új állomásépület épült.      |     |
| Nyíregyháza vasútállomás régi állomásépület (II.) | 1910              | 1945 körül        | Nyíregyháza | A második világháborúban pusztult el. |     |
| Záhony vasútállomás régi állomásépület            | XIX. sz. vége (?) | 1964 előtt        | Záhony      | 1964-ben új állomásépület épült.      |     |

## Tolna
| Név                                       | Építés ideje | Elpusztulás ideje | Település | Megjegyzés                             | Kép |
| ----------------------------------------- | ------------ | ----------------- | --------- | -------------------------------------- | --- |
| Fornád-Kecsege vasútállomás állomásépület | n. a.        | 2008 előtt        | Fornád    |                                        |     |
| Füred vasútállomás állomásépület          | n. a.        | 2007 előtt        | Fürged    |                                        |     |
| Sárbogárd vasútállomás régi állomásépület | n. a.        | 1947 előtt        | Sárbogárd | A mai felvételi épület 1947-ben épült. |     |
| Szekszárd vasútállomás régi állomásépület | 1883 körül   | 1940 előtt        | Szekszárd | A mai felvételi épület 1940-ben épült. |     |

## Veszprém
| Név                                             | Építés ideje | Elpusztulás ideje | Település       | Megjegyzés                                     | Kép |
| ----------------------------------------------- | ------------ | ----------------- | --------------- | ---------------------------------------------- | --- |
| Aszófő vasútállomás régi állomásépület          |              | 1960-as évek (?)  | Aszófő          | Az 1960-as években (?) új állomásépület épült. |     |
| Révfülöp vasútállomás régi állomásépület        | 1909         | 1966 előtt        | Révfülöp        | 1966-ban új állomásépület épült.               |     |
| Veszprémvarsány vasútállomás régi állomásépület | n. a.        | 1945 után         | Veszprémvarsány | Új állomásépület épült.                        |     |
| Zirc vasútállomás régi állomásépület            | n. a.        | 1945 után         | Zirc            | Új állomásépület épült.                        |     |

## Zala
| Név                                             | Építés ideje | Elpusztulás ideje | Település    | Megjegyzés                         | Kép |
| ----------------------------------------------- | ------------ | ----------------- | ------------ | ---------------------------------- | --- |
| Boba vasútállomás régi állomásépület            | n. a.        | n. a.             | Boba         | Új állomásépület épült.            |     |
| Keszthely vasútállomás régi állomásépület (I.)  | 1888         | 1903              | Keszthely    | 1903 körül új állomásépület épült. |     |
| Keszthely vasútállomás régi állomásépület (II.) | 1903         | 1970 körül        | Keszthely    | 1970 körül új állomásépület épült. |     |
| Ukk vasútállomás régi állomásépület             | n. a.        | n. a.             | Ukk          | Új állomásépület épült.            |     |
| Zalaegerszeg vasútállomás régi állomásépület    | n. a.        | 1926 előtt        | Zalaegerszeg | 1926-ban új állomásépület épült.   |     |